# Euploea fraudulenta
Euploea fraudulenta är en fjärilsart som beskrevs av Butler 1882. Euploea fraudulenta ingår i släktet Euploea och familjen praktfjärilar. Inga underarter finns listade i Catalogue of Life.